# Liste des officiers du royaume de Jérusalem
 (novembre 2008).
Il y avait six offices permanents dans le royaume de Jérusalem : connétable, maréchal, sénéchal, chambellan, bouteiller et chancelier. Les quatre premiers étaient des Grands Offices. Durant certaines périodes, il y eut aussi des baillis, des vicomtes et des châtelains. Ces offices sont calqués sur ceux qui existaient dans le nord du royaume de France au XIe siècle, la terre d'origine des premiers rois de Jérusalem. Ces offices continuèrent à se développer en France et en Angleterre, mais à Jérusalem, ils évoluèrent peu ou pas du tout.
Les listes données ci-dessous ne sont pas complètes, et les noms et dates de début ou de fin d'office ne sont pas toujours connus. Après la chute du royaume de Jérusalem (1291), ils continuèrent à être attribués à titre honorifique par les rois de Chypre, héritiers des rois de Jérusalem.

## Connétables
Le connétable commande l'armée, paye les mercenaires et juge tout ce qui relève de la justice militaire. Il est l'officier le plus important du royaume, du fait de l'état de guerre permanent entre les croisés et leurs voisins musulmans.
- Simon (1108-1115)
- Hugh Caulis (ca. 1120)
- Eustache Grenier (ca. 1123)
- Guillaume de Bures (1123-1141?)
- Manassès de Hierges (1144-1151)
- Onfroy II de Toron (1152-1179)
- Aimery de Lusignan (1181-1194)
- Jean d'Ibelin (1194-1205)
- Gautier de Montbéliard (1206-1211)
- Eudes de Montbéliard (1220-1244)
- Philippe de Montfort (ca. 1244)
- Jean d'Ibelin (1251-1258)
- Guillaume II de Botron (1258-1262)
- Balian d'Ibelin (1268-1277)
- Richard de Neublans (ca. 1277)
- Simon de Montolif (ca. 1284?)
- Baudouin d'Ibelin (ca. 1286)
- Amaury de Chypre-Lusignan (1285-1291)

## Maréchaux
Le maréchal est le second (et apparemment le vassal) du connétable. Il est le commandant des mercenaires et a aussi la responsabilité des chevaux et distribue le butin après les victoires.
- Sadon (1125-1154)
- Eudes de Saint-Amand (1155-1156)
- Josselin III d'Édesse (1156-1159)
- Guillaume (1159-1171)
- Gérard de Pougy (1169-1174)
- Jean (ca. 1179)
- Gérard de Ridefort (ca. 1179)
- Gautier Le Dur (1185-1192)
- Hugues Martin (ca. 1191)
- Arnoul (ca. 1193)
- Jean (1194-1200)
- Aymar de Lairon (ca. 1206)
- Jacques de Durnay (1211-1217)
- Richard Filangieri (1231-1242)
- Philippe de Cossie (ca. 1250)
- Geoffroy de Sergines (ca. 1254)
- Jean du Gibelet (1259-1262)
- Guillem de Canet (1269-1273)
- Jacques Vidal (ca. 1277)

## Sénéchaux
L'office de sénéchal avait une importance moindre à Jérusalem qu'en Europe. Le sénéchal organise la cérémonie de couronnement et préside la Haute Cour en l'absence du roi. Il administre les châteaux royaux, ainsi que les finances royales, et collecte les impôts. Cet office est similaire à l'office anglais de l'échiquier, en moins développé cependant.
- Hugues de Fauquembergues (ca. 1100-1104)
- Gervais de Bazoches (ca. 1104-1108)
- Hugues Chôtard (ca. 1112)
- Anscherius (ca. 1122?)
- Isaac (ca. 1149)
- Jean (ca. 1151)
- Guy de Milly (c. 1164)
- Miles de Plancy (ca. 1168-1174)
- Raoul (ca. 1176)
- Josselin III d'Édesse (1176-1190)
- Oberto Nepos (1187-1192?)
- Raoul de Saint-Omer (1194-1219)
- Raymond de Besmedin, ou du Gibelet (ca. 1240)
- Baudouin d'Ibelin (ca. 1256)
- Geoffroy de Sergines (1254-†11 avril 1269)
- Olivier de Termes (avril-octobre 1269 ?)
- Robert de Crésèque (octobre - † 19 décembre 1269)
- Olivier de Termes (1270 ?)
- Jean de Grailly (1272-1278)
- Eudes Poilechien (c. 1277)
- Philippe d'Ibelin

## Chambellans
Le chambellan administre la maison du roi et ses serviteurs, et a des prérogatives honoraires comme celle de recevoir des serments au nom du roi. Il dispose d'un fief duquel il perçoit ses rentes.
- Strabulon (ca. 1099)
- Geoffroy (ca. 1099)
- Gérard (1108-1115)
- Jean (1119-1128)
- Raoul (1129-1130)
- Josselin (ca. 1138)
- Miles ou Milon (ca. 1138)
- Nicolas (1150-1152)
- Gauvain de La Roche (ca. 1156)
- Gérard de Pougy (ca. 1169)
- Aimery de Lusignan (1175-1178)
- Jean (ca. 1179)
- Raymond (ca. 1184)
- Balian de Jaffa, fils de Rohard l'Ancien et frère de Rohard le Jeune (1183-1185)
- Thomas (1190-1197)
- Henri de Canelli (ca. 1192)
- Jean (ca. 1194)
- Rohard II d'Haïfa (1201-1220)
- Renaud d'Haïfa (1229-1232)
- Jean de Cossie (1232-1250)
- Philippe de Cossie (1250-1269)

## Bouteillers
Le bouteiller était apparemment l'intendant chargé du vin à la cour du Roi. Cependant, il ne survécut pas quand le siège du royaume se déplaça à Acre.
- Winrich (c. 1099)
- Gervais (c. 1107)
- Payen (1120-1136)
- Robert Crépin (1145-1146)
- Hugues de Saint-Amand (1164-1167)
- Miles ou Milon (1185-1186)

## Chanceliers
Le chancelier est un exemple intéressant de la fossilisation des offices du XIe siècle en Terre-Sainte. Il consistait uniquement à un rôle de secrétaire et de scribe, et ne devint jamais un administrateur de la bureaucratie telle qu'elle se développa en Europe. Les chanceliers furent souvent des religieux séculiers qui furent archevêques ou évêques, parfois en restant chancelier. La faible importance du chancelier dans le royaume reflète la décentralisation de l'autorité royale, contrairement à la France ou l'Angleterre où celle-ci devint plus importante.
- Arnoul
- Payen (1115-1128)
- Amelin (ca. 1130)
- Francon (1133-1135?)
- Élie, puis évêque de Tibériade (1136-1143)
- Raoul, évêque de Bethléem (1146-1174)
- Frédéric de La Roche, évêque d'Acre (ca. 1150)
- Guillaume, archevêque de Tyr (1174-1183)
- Lambert (ca. 1177)
- Bandino (1188-1192)
- Pierre d'Angoulême, évêque de Tripoli (1185-1192)
- Eudes (ca. 1190)
- Josse, archevêque de Tyr (1192-1202)
- Raoul de Mérencourt, évêque de Sidon (1206-1215)
- Simon de Maugastel, archevêque de Tyr (1226-1227)
- Maregnan (ca. 1234)

## Baillis
Le bailli administre le royaume en l'absence du roi ou pendant sa minorité, dans les fonctions d'un régent, par exemple pendant la captivité de Baudouin II ou pendant la minorité ou la maladie de Baudouin IV. Au XIIIe siècle, il dirigea le royaume comme un roi, et était l'homme le plus puissant du royaume, alors que les rois étaient des monarques étrangers ne vivant pas en Terre Sainte.
- Eustache Grenier (1123)
- Guillaume de Bures (1123-1124)
- Miles ou Milon de Plancy (1173)
- Raymond III de Tripoli (1173-1177)
- Renaud de Châtillon (1177)
- Guy de Lusignan (1183-1185)
- Raymond III de Tripoli (1186)
- Jean d'Ibelin (1206-1210)
- Eudes de Montbéliard (1223-1227)
- Thomas de Calan (1227-1228)
- Eudes de Montbéliard  (1228-1240) (avec Balian Granier (1229-1231), Garnier l'Aleman (1229-1231) et Walter Penenpié (1240))
- Jean d'Ibelin (1246-1248)
- Jean Fainon (1248-1249)
- Jean d'Ibelin (1249-1254)
- Jean d'Ibelin (1254-1256); le juriste, cousin du précédent)
- Jean d'Ibelin (1256-1258) ; de nouveau)
- Geoffroy de Sergines (1259-1261)
- Balian d'Ibelin (1276-1277)
- Roger de Saint-Severin (1277-1282)
- Eudes Poilechien (1282-1286)
- Baudouin d'Ibelin (1286-1287)

## Vicomtes et châtelains
Ces deux offices étaient parfois tenus par une seule personne, parfois par deux personnes distinctes, et parfois, l'un des deux offices n'avait pas de titulaire du tout. Ils étaient nommés par le roi et occupaient la Tour de David, mais leurs attributions particulières ne sont pas vraiment connues avec certitude. L'une des prérogatives du vicomte est d'arrêter les criminels et d'administrer la justice à la Cour des Bourgeois. De même que celui de bouteiller, ces offices n'ont pas survécu au déplacement du siège du royaume à Acre.
- Anselme (châtelain, ca. 1110)
- Pisellus (vicomte, ca. 1110)
- Anschetin (vicomte, 1120-1135?)
- Rohard l'aîné (vicomte et châtelain, 1136-1150, 1163-1165)
- Arnoul (vicomte, 1155-1181?)
- Eudes de Saint-Amand (les deux?, ca. 1160)
- Rohard le jeune (de) (châtelain 1165-1177)
- Pierre "de Creseto" (châtelain, ca. 1173?)
- Balian de Jaffa (de) (châtelain, ca. 1178)
- Pierre "de Creseto" (châtelain, ca. 1178)

### Sources
- Charles du Fresne, sieur du Cange, Les Familles d'Outremer, ed. M.E-G. Rey, Paris, 1869.
- John L. La Monte, Feudal Monarchy in the Latin Kingdom of Jerusalem, 1100-1291. Cambridge, Massachusetts, 1932.
- Hans E. Mayer, The Crusades. Oxford University Press, 1965 (trans. 1972).
- Joshua Prawer, The Latin Kingdom of Jerusalem. Winfield and Nicholson, 1972.
- (en) Alan V. Murray, The crusader Kingdom of Jérusalem: A Dynastic History, 1099-1125, Oxford, Prosopographica et genealogica, coll. « Occasional Publications / 4 », 2000, 280 p. [détail de l’édition] (ISBN 1-900934-03-5)